# John Muckler
John Muckler (Midland, 13 de abril de 1934 - Búfalo, 4 de enero de 2021) fue un jugador, entrenador y ejecutivo de hockey profesional canadiense, quien se desempeñó por última vez como gerente general de los Senadores de Ottawa de la Liga Nacional de Hockey (NHL). Muckler tenía más de 50 años de experiencia profesional en hockey como copropietario, gerente general, director de personal de jugadores, director de operaciones de hockey, entrenador en jefe, entrenador asistente y jugador. Había sido parte de cinco campeonatos de la Copa Stanley en varios roles.

## Biografía
Nacido en Midland, Ontario en 1934, y criado en Paris, Ontario; Muckler fue defensa en las ligas menores durante 13 temporadas, jugando la mayor parte de su carrera en la Eastern Hockey League (EHL).
Muckler comenzó su carrera como entrenador profesional en 1959 con los New York Rovers de EHL. Luego pasó los siguientes 20 años en posiciones fuera del hielo con los New York Rangers, Minnesota North Stars y Vancouver Canucks antes de unirse a la organización Edmonton Oilers en 1981. Durante esos 20 años, Muckler sirvió brevemente como entrenador en jefe de las North Stars en 1968–69 y ganó múltiples títulos de temporada regular, campeonatos de playoffs y honores de entrenador del año de la liga en las ligas menores. Por sus éxitos, The Sporting News lo nombró el mejor entrenador de hockey de ligas menores en 1979.
Mientras estuvo con los Oilers, Muckler se desempeñó como entrenador asistente con los ganadores de la Copa Stanley bajo el entrenador en jefe/gerente general Glen Sather en 1984 y 1985. Después de la temporada 1984-85, Sather comenzó a dividir la mayoría de las tareas de entrenador con Muckler, quien fue nombrado entrenador en jefe asistente. Ganó dos Copas más en 1987 y 1988. Cuando Sather renunció a sus funciones de entrenador en 1989, Muckler fue ascendido a entrenador en jefe y llevó al club a su quinta Copa Stanley en siete años en 1990.
En 1991, Muckler dejó la organización Oilers y fue contratado por los Buffalo Sabres. Inicialmente director de operaciones de hockey del club, pronto aceptó el puesto de entrenador en jefe del equipo y guio a los Sabres durante las siguientes cuatro temporadas. También asumió el papel de gerente general de Sabres en 1993. Finalista del premio Jack Adams como entrenador del año de la NHL en 1994, Muckler dejó el cargo de entrenador en 1995 para concentrarse en sus deberes de oficina y fue nombrado "Ejecutivo del año de la NHL" por The Sporting News en la campaña 1996-1997. temporada. El presidente de los Sabres, Larry Quinn, despidió a Muckler en la temporada baja de 1997.
La última posición de entrenador de Muckler fue como entrenador en jefe de los New York Rangers de 1997 a 2000. Su récord de carrera como entrenador es 276–288–84, combinado con un récord de carrera de 233–167–53–7 como gerente general de la NHL, y ha estado involucrado en más de 2,000 juegos profesionales en diferentes roles. Su currículum también incluye tres apariciones en el Juego de Estrellas de la Liga Nacional de Hockey y dos apariciones (1984 y 1987) en el cuerpo técnico del equipo de Canadá, ganador de la Copa de Canadá.
Muckler se unió a los Senadores de Ottawa como gerente general en junio de 2001 y presidió lo que posiblemente fue el período más exitoso del equipo. El equipo finalmente llegó a la final de la Copa Stanley en 2007, pero perdió ante los Anaheim Ducks en una serie de cinco juegos. A pesar de este éxito, los senadores anunciaron que Muckler había sido despedido el 18 de junio de 2007. El entrenador en jefe Bryan Murray fue ascendido para reemplazarlo.
Muckler fue contratado como asesor principal de Phoenix Coyotes de la NHL en septiembre de 2008.

## Fallecimiento
Muckler falleció en su casa en Buffalo, Nueva York el 4 de enero de 2021, mientras se recuperaba de una cirugía a corazón abierto. A Muckler le sobrevivieron su esposa, Audrey y cinco hijos.

## Estadísticas de carrera

### Estadísticas de juego
| 1949–50 | Detroit Hettche                       | IHL   | 32                     | 3  | 4  | 7  | 24  | 3  | 0  | 0  | 0  | 6  |
| 1950–51 | Detroit Hettche                       | IHL   | 14                     | 0  | 0  | 0  | 28  | -- | -- | -- | -- | -- |
| 1951–52 | Windsor Spitfires                     | OHA   | 48                     | 2  | 3  | 5  | 0   |    |    |    |    |    |
| 1952–53 | Galt Black Hawks                      | OHA   | 54                     | 6  | 16 | 22 | 0   |    |    |    |    |    |
| 1953–54 | Galt Black Hawks                      | OHA   | Statistics Unavailable |    |    |    |     |    |    |    |    |    |
| 1954–55 | Chatham Maroons                       | OHASr | 7                      | 0  | 1  | 1  | 0   |    |    |    |    |    |
| 1955–56 | Vancouver Canucks                     | WHL   | 1                      | 0  | 0  | 0  | 0   | -- | -- | -- | -- | -- |
| 1955–56 | Baltimore Clippers / Charlotte Rebels | EHL   | 62                     | 11 | 34 | 45 | 82  | -- | -- | -- | -- | -- |
| 1956–57 | Charlotte Checkers                    | EHL   | 62                     | 7  | 45 | 52 | 126 | 13 | 1  | 3  | 4  | 8  |
| 1957–58 | Charlotte Clippers                    | EHL   | 61                     | 9  | 35 | 44 | 51  | 14 | 1  | 3  | 4  | 10 |
| 1958–59 | Charlotte Clippers                    | EHL   | 64                     | 9  | 23 | 32 | 64  | -- | -- | -- | -- | -- |
| 1959–60 | New York Rovers                       | EHL   | 64                     | 8  | 25 | 33 | 105 | -- | -- | -- | -- | -- |
| 1960–61 | New York Rovers                       | EHL   | 64                     | 7  | 23 | 30 | 128 | -- | -- | -- | -- | -- |
| 1961–62 | Long Island Ducks                     | EHL   | 68                     | 10 | 26 | 36 | 99  |    |    |    |    |    |
| 1962–63 | Long Island Ducks                     | EHL   | 50                     | 3  | 21 | 24 | 93  |    |    |    |    |    |
|         |                                       |       |                        |    |    |    |     |    |    |    |    |    |

### Estadísticas de entrenamiento de la NHL
| Equipo | Año       | Temporada regular | Temporada regular | Temporada regular | Temporada regular | Temporada regular | Temporada regular | Temporada regular   | Postemporada                          |
| Equipo | Año       | GRAMO             | W                 | L                 | T                 | OTL               | Ptos              | Rango de división   | Resultado                             |
| ------ | --------- | ----------------- | ----------------- | ----------------- | ----------------- | ----------------- | ----------------- | ------------------- | ------------------------------------- |
| MIN    | 1968-1969 | 35                | 6                 | 23                | 6                 | -                 | (51)              | Sexto en el oeste   | Playoffs perdidos                     |
| EDM    | 1989-1990 | 80                | 38                | 28                | 14                | -                 | 90                | 2.º en Smythe       | Ganó la Copa Stanley                  |
| EDM    | 1990-1991 | 80                | 37                | 37                | 6                 | -                 | 80                | 3 ° en Smythe       | Perdido en la final de la conferencia |
| BUF    | 1991-1992 | 52                | 22                | 22                | 8                 | -                 | (74)              | 3 ° en Adams        | Perdido en la primera ronda           |
| BUF    | 1992-1993 | 84                | 38                | 36                | 10                | -                 | 86                | 4.º en Adams        | Perdido en segunda ronda              |
| BUF    | 1993-1994 | 84                | 43                | 32                | 9                 | -                 | 95                | 4.º en el noreste   | Perdido en la primera ronda           |
| BUF    | 1994-1995 | 48                | 22                | 19                | 7                 | -                 | 51                | 4.º en el noreste   | Perdido en la primera ronda           |
| NYR    | 1997–98   | 25                | 8                 | 15                | 2                 | -                 | (68)              | 5 ° en el Atlántico | Playoffs perdidos                     |
| NYR    | 1998–99   | 82                | 33                | 38                | 11                | -                 | 77                | 4 ° en el Atlántico | Playoffs perdidos                     |
| NYR    | 1999-2000 | 78                | 29                | 35                | 11                | 3                 | 77                | 4 ° en el Atlántico | (despedido)                           |
| Total  | Total     | 648               | 276               | 285               | 84                | 3                 |                   |                     |                                       |